# Rudolf Werthen
Rudolf Werthen, né à Malines en Belgique, est un violoniste, chef d'orchestre et enseignant belge.
Il est le fondateur et directeur artistique de l'orchestre I Fiamminghi et a été chef principal de l'orchestre symphonique de l'Opéra flamand en 1989. Il enseigne au Conservatoire royal de Gand depuis 1975.
Il a eu comme enseignants André Gertler et Henryk Szeryng.

## Prix et honneurs
Rudolf Werthen est lauréat en 1971 du Concours musical international Reine Élisabeth de Belgique.